# 薛兰斌
薛兰斌（1907年—？），男，陕西子长人，中华人民共和国政治人物，曾任黑龙江省政协副主席，陕西省政协副主席，第三届全国人大代表。